# Edith Mastenbroek
Edith Mastenbroek (n. 23 martie 1975, Haga, Olanda de Sud, Țările de Jos – d. 23 august 2012, Lelystad, Flevoland, Țările de Jos) a fost un om politic neerlandez, membru al Parlamentului European în perioada 2004-2009 din partea Țărilor de Jos. 
1. 1 2  Edith Mastenbroek, Biografisch Portaal, accesat în 9 octombrie 2017
2. ↑  Dutch politician Edith Mastenbroek dies at 37 (în engleză), NOS.nl[*], accesat în 27 august 2012
3. ↑  Deputații în Parlamentul European